# Comté de McCone
Le comté de McCone est un des 56 comtés de l’État du Montana, aux États-Unis. En 2010, la population était de 1 734 habitants. Son siège est Circle. Le comté a été fondé en 1919.

## Géolocalisation
|                   | Comté de Valley Comté de Roosevelt | Comté de Richland |
| Comté de Garfield | Comté de McCone                    | Comté de Dawson   |
|                   | Comté de Prairie                   |                   |

## Principales villes
- Circle